# 레벌루션 르네상스
레벌루션 르네상스(Revolution Renaissance)는 기타리스트 티모 톨키가 2008년에 스트라토바리우스를 탈퇴 후에 결성한, 핀란드의 다국적 메탈 밴드였다. 2010년 3번째 앨범 Trinity를 발매 한 뒤 해체되었다.

## 개요
티모 톨키는 2008년 3월 19일에 발간된 한 음악잡지의 인터뷰에서 거의 완성된 상태의 스트라토바리우스의 앨범의 제작을 그만두고 해당 앨범의 수록곡은 그의 새로운 밴드인 레벌루션 르네상스에서 사용하기로 했다고 밝혔다. 밴드명인 레벌루션 르네상스는 원래 스트라토바리우스의 새 앨범의 타이틀로 예정되어 있었다. 그 후 티모 톨키는 4월 2일 스트라토바리우스 공식 사이트에서 밴드 멤버 사이에 있었던 여러 가지 대립과 밴드의 붕괴에 대해서 이야기하며 동시에 스트라토바리우스의 해산을 선언하였다.
밴드의 첫 앨범인 New Era는 스트라토바리우스가 1996년 발표한 대작인, Episode와 비슷한 분위기의 앨범으로 평가받고 있다. 앨범의 아홉 번째 트랙인 'Last Night on Earth'는 2007년에 핀란드에서 열린 바켄 오픈 에어에서 스트라토바리우스의 신곡으로 연주되기도 했다. 앨범은 헬로윈의 전 보컬리스트인 미하일 키스케와 에드가이의 토비아스 사멧이 객원 보컬로 참여하였고, 그 외에는 핀란드 출신의 뮤지션들이 자리를 메꿨다.
2009년에 발매한 두 번째 앨범 Age of aquaris을 발매하였으며, 다음해인 2010년, 세 번째 앨범 Trinity을 발매 한 이후 밴드는 해체되었다.

## 멤버
- 티모 톨키 - 기타
  - 핀란드 출신으로, 스트라토바리우스에서 기타를 담당했으나, 2008년 탈퇴 후 밴드를 만들었다.
- 거스 모산토 - 보컬
  - 브라질 출신으로, 프랑스의 심포닉 메탈 밴드인, ADAGIO의 보컬을 담당한 바 있다.
- 브루노 아그라 - 드럼
  - 1980년, 잉글랜드에서 태어났다. 브라질의 심포닉 파워 메탈 밴드인, 아쿠아리아의 드럼을 담당했다.
- 마이크 카리노브 - 키보드
  - 아제르바이잔 출신으로, 1986년에 태어났다.
- 저스틴 빅스 - 베이스
  - 스웨덴에서 1984년 태어났다.

### 객원 멤버
- 미하엘 키스케 - 보컬
- 토비아스 사멧 - 보컬
- 파시 란타넨 - 보컬
- 파시 헤이킬라 - 베이스
- 주나스 푸오라카 - 키보드
- 미르카 란타넨 - 드럼

## 디스코그래피
- [New Era] (2008년)
- 괄호 안의 뮤지션은 노래의 보컬이다.
  - 1. "Heroes" (토비아스 사멧)
  - 2. "I Did It My Way" (미하엘 키스케)
  - 3. "We Are Magic" (파시 란타넨)
  - 4. "Angel" (미하엘 키스케)
  - 5. "Eden Is Burning" (파시 란타넨)
  - 6. "Glorious and Divine" (토비아스 사멧)
  - 7. "Born Upon the Cross" (파시 란타넨)
  - 8. "Keep the Flame Alive" (미하엘 키스케)
  - 9. "Last Night on Earth" (미하엘 키스케)
  - 10."Revolution Renaissance" (미하엘 키스케)

- [Age Of Aquarius] (2009년)
- 밴드의 정식 보컬인 거스 모산토가 모든 수록곡의 보컬을 담당하였다.
  1. Age of Aquarius
  2. So She Wears Black
  3. Ixion's Wheel
  4. Kyrie Eleison
  5. Revolution Has Begun
  6. Sins of My Beloved
  7. Behind the Mask
  8. Ghost of Fallen Grace
  9. Children of the Future
  10. The Heart of

- [Trinity] (2010년)
- 이번 앨범 역시, 게스트 보컬 없이 밴드의 정식 보컬인 거스 모산토가 모든 수록곡의 보컬을 담당하였다.
  1. Marching With the Fools
  2. Falling to Rise
  3. A Lot Like Me
  4. The World Doesn't Get to Me
  5. Crossing the Rubicon
  6. Just Let It Rain
  7. Dreamchild
  8. Trinity
  9. Frozen Winter Heart